# Gauss–Lucas-tétel
A Gauss–Lucas-tétel kapcsolatot teremt egy komplex együtthatós polinom gyökei és deriváltjának gyökei között.

## A tétel állítása
Ha {\displaystyle P(z)} egy komplex együtthatós polinom, akkor {\displaystyle P'(z)} minden gyöke {\displaystyle P(z)} gyökeinek konvex burkában van (a komplex számsíkon).

## A tétel bizonyítása
Legyen {\displaystyle P(z)} gyöktényezős felbontása
ahol a különböző {\displaystyle r_{1},\dots ,r_{k}} gyökök multiplicitásai {\displaystyle m_{1},\dots ,m_{k}}. Ekkor
Legyen s {\displaystyle P'(z)} egy gyöke. Ha {\displaystyle s} az {\displaystyle r_{1},\dots ,r_{k}} gyökök valamelyike, az állítás nyilvánvaló. Tegyük fel tehát, hogy nem közülük való. A fentiek szerint
A nevezőket konjugáltjaikkal megszorozva az adódik, hogy
ahol
Minden {\displaystyle a_{j}} pozitív valós szám. A bal oldal tagjait konjugálva az adódik, hogy
.
Legyen {\displaystyle a=a_{1}+\cdots +a_{k}}.
Ekkor azt kapjuk, hogy
Ha most bevezetjük a {\displaystyle p_{j}=a_{j}/a} számokat, akkor egyrészt
másrészt a {\displaystyle p_{j}}-k nemnegatív valós számok amelyek összege 1, tehát {\displaystyle s} valóban benne van az {\displaystyle r_{j}}-k konvex burkában.